# Örn Arnarson
Örn Arnarson (Reykjavik, 31 augustus 1981) is een zwemmer uit IJsland, gespecialiseerd op de rugslag, die zijn internationale doorbraak beleefde in 1998. Hij nam driemaal deel aan de Olympische Spelen.
In 1998 won de pupil van trainer-coach Brian Marshall de 200 meter rugslag (tijd 1.55,16) bij de Europese kampioenschappen kortebaan (25 meter) in Sheffield, nadat hij eerder dat jaar bij de Europese Jeugdkampioenschappen tweemaal als tweede was geëindigd: op de 200 meter vrije slag (1.50,63) en op de 200 meter rugslag (2.01,27).
In het daaropvolgende jaar, toen Lissabon gastheer was van de EK kortebaan, zegevierde hij andermaal bij het jaarlijkse toernooi: Arnarson won zowel de 100 (53,13) als de 200 meter rugslag (1.54,23). Beide titels prolongeerde hij een jaar later op het post-olympische toernooi in Valencia, maar op de langebaan (50 meter) wist de IJslander zich zelden of nooit te onderscheiden.